# بيلي هيوم
بيلي هيوم (بالإنجليزية: Billy Hume)‏ هو لاعب كرة قدم بريطاني، ولد في 18 ديسمبر 1935 في Armadale, West Lothian ‏ في المملكة المتحدة، وتوفي في 15 أغسطس 1990 في ليفينغستون في المملكة المتحدة. لعب مع برمنغهام سيتي ودونفرملين أثلتيك وغلينتوران ونادي بانغور ونادي سانت ميرين.